# Соколов, Максим Анатольевич
Макси́м Анато́льевич Соколо́в (род. 27 мая 1972, Ленинград) — советский и российский хоккеист, вратарь, тренер. Участник Олимпийских игр в Турине. Призёр чемпионатов мира. Чемпион России 2004 года и обладатель Кубка европейских чемпионов 2005 года. Заслуженный мастер спорта России (2002).

## Карьера
В сезонах 2003—2005, 2008 провёл за «Авангард» 145 матчей, пропустил 320 шайб, набрал 42 минуты штрафа. В «Авангарде» дебютировал 11 сентября 2002 года в Уфе против «Салавата Юлаева» (0:1). Занимает четвёртое место за всю историю «Авангарда» по количеству сухих матчей (14).
В высшем дивизионе российского хоккея провел 588 матчей, пропустил 1312 шайб, набрал 86 минут штрафа. Всего в различных лигах 734 матча, 1749 шайб, 112 минут штрафа.
Тренерскую карьеру начал в хоккейном клубе «Атлант». 1 мая 2014 года вошёл в тренерский штаб Вячеслава Быкова в СКА. С сезона 2016/17 — старший тренер «СКА-1946» выступающего в Молодёжной хоккейной лиге.
Перед Олимпийскими играми 2006 года вступил в «Единую Россию».
8 декабря 2016 года введён в галерею славы ХК СКА, под своды Ледового дворца поднят вымпел с фото и номером.

## Личная жизнь
Был женат. В браке родились двое сыновей: Максим (род. 23 апреля 2001 года, экс-вратарь клуба «СКА-1946») и Арсений (род. 9 февраля 2004 года, бывший хоккейный вратарь, а позже фехтовальщик).
13 июня 2019 года сын Максим убил свою мать Ирину. По данным следствия, он нанёс ей не менее 33 ударов ножом в шею. После этого он попытался убить своего младшего брата Арсения, нанеся ему не менее 20 ударов ножом. В ходе расследования выяснилось, что юноша страдает психическим заболеванием и подлежит принудительному лечению в психиатрической больнице.